# Wood County (Texas)
Wood County je okres ve státě Texas v USA. K roku 2010 zde žilo 41 964 obyvatel. Správním městem okresu je Quitman. Celková rozloha okresu činí 1 803 km².